# Falsurgonina
Falsurgonina es un género de foraminífero bentónico de la subfamilia Dictyoconinae, de la familia Orbitolinidae, de la superfamilia Orbitolinoidea, del suborden Orbitolinina y del orden Loftusiida. Su especie tipo es Falsurgonina pileola. Su rango cronoestratigráfico abarca desde el Barremiense superior hasta el Bedouliense inferior (Cretácico inferior).

## Discusión
Clasificaciones previas incluían Falsurgonina en el suborden Textulariina del orden Textulariida o en el orden Lituolida.

## Clasificación
Falsurgonina incluye a las siguientes especies:
- Falsurgonina parva †
- Falsurgonina pileola †